# Torres (club de fútbol)
La Torres es un club de fútbol de Italia, con sede en Sácer, en Cerdeña. Fue fundado en 1903 y refundado en varias oportunidades. Compite en la Serie C, tercera categoría del fútbol italiano.

## Historia
Es el equipo más viejo de la isla de Cerdeña. Fue fundado en 1903 como Società per l'Educazione Fisica Torres y en 1982 cambió su nombre al de Torres Calcio .
El equipo fue rebautizado en 1991 con el nombre Polisportiva Sassari Torres, alcanzando la Serie C en la temporada 2005/06. Se declaró en bancarrota y fue refundado como Sassari Torres 1903 y jugaron en la Serie C2.
En el 2008, el equipo cerró sus operaciones debido a problemas financieros y fue admitido al campeonato de Promozione con el nombre del equipo femenino, el ASD Torres Calcio. En el 2010 se separó del equipo femenino fundando un nuevo club, el S.E.F. Torres 1903.

## Palmarés

### Torneos interregionales
- Serie C2 (2): 1986-87 (Grupo A), 1999-00 (Grupo B)
- Campionato Interregionale (1): 1958-59 (Grupo F)
- Serie D (3): 1971-72 (Grupo F), 1980-81 (Grupo D), 2012-13 (Grupo G)
- Campionato Nazionale Dilettanti (1): 1992-93 (Grupo F)
- Copa Italia de Aficionados (1): 1991-92

### Torneos regionales
- Prima Divisione Cerdeña (1): 1950-51
- Seconda Divisione Cerdeña (1): 1949-50
- Eccellenza Cerdeña (1): 2011-12
- Promozione Cerdeña (1): 2008-09
- Copa Italia de Aficionados Cerdeña (1): 2011-12
- Supercopa de Cerdeña (1): 2011-12